# Subiasella arcuata
Subiasella arcuata är en kvalsterart som först beskrevs av Hammer 1958.  Subiasella arcuata ingår i släktet Subiasella och familjen Oppiidae. Inga underarter finns listade i Catalogue of Life.